# Стивенс, Эндрю
Эндрю Стивенс (англ. Andrew Stevens; род. 10 июня 1955, Мемфис, Теннесси, США) — американский киноактёр, продюсер, режиссёр и сценарист.

## Биография
Родился 10 июня 1955 года в Мемфисе, штат Теннесси, в семье 16-летней начинающей актрисы Стеллы Стивенс и ее мужа Германа Стивенса. Его родители развелись в 1957 году.
Он дебютировал в фильме Винсента Миннелли «Сватовство отца Эдди» (1963), сыграл эпизодическую роль в фильме «Шампунь» (1975) и продолжил сниматься в культовых триллерах, таких как «Резня в Центральной школе» (1976), «Отряд мстителей» (1976) и «День животных» (1977), а также в культовом фильме ужасов «Ярость» (1978) с Кирком Дугласом в главной роли. В 1975 году проходил пробы на роль Люка Скайуокера в фильме «Звёздные войны» (с которого стартовала одноимённая франшиза), однако роль отошла Марку Хэмиллу. 
В 1978 году снялся в фильме о войне во Вьетнаме под названием «Парни из роты С», за роль в котором был номинирован на премию «Золотой глобус» в категории «за лучший дебют актёра».
В 1989 году снялся в одной из главных ролей в фантастическом фильме ужасов «Внутренний страх», одним из продюсеров которого был Роджер Корман. С этого фильма начинается их многолетнее сотрудничество: в 1990-х они вдвоём продюсировали низкобюджетные хорроры и боевики, иногда Стивенс выступал в качестве сценариста или актёра. С сиквела «Внутреннего страха», вышедшего в 1990 году, начинается также режиссёрская карьера Стивенса.
В 1990-х Стивенс снимался преимущественно в эротических триллерах, которые зачастую режиссировал и продюсировал сам. Наиболее успешной стала серия фильмов «Ночная слежка», в которой Стивенс сыграл роль частного детектива Уилла Гриффита, которого нанимают следить за неверными жёнами. По признанию самого Стивенса, он удивлялся популярности этой серии фильмов и тому, что его стали узнавать по роли Гриффита. В 1995 году Эндрю Стивенс снял фантастический боевик «Беглецы компьютерных сетей», в котором главную роль сыграл Дон «Дракон» Уилсон, а также небольшую роль сыграла его собственная мать Стелла Стивенс. Фильм был разгромлен критиками, часть из которых, однако, отметила неплохую задумку фильма, но раскритиковав при этом её исполнение.

## Фильмография

### Актёр
| Год       |    | Русское название                      | Оригинальное название          | Роль                      |
| --------- | -- | ------------------------------------- | ------------------------------ | ------------------------- |
| 1975      | ф  | Шампунь                               | Shampoo                        | парень #2                 |
| 1976      | ф  | Убийство в школе                      | Massacre at Central High       | Марк                      |
| 1976      | с  | Шазам!                                | Shazam!                        | Джим                      |
| 1977      | ф  | День животных                         | Day of the Animals             | Боб Деннинг               |
| 1978      | ф  | Парни из роты С                       | The Boys in Company C          | рядовой Билли Рэй Пайк    |
| 1978      | ф  | Ярость                                | The Fury                       | Робин Сандза              |
| 1981      | ф  | Смертельная охота                     | Death Hunt                     | констебль Элвин Адамс     |
| 1982      | ф  | Соблазнение                           | The Seduction                  | Дерек Сэнфорд             |
| 1983      | ф  | За десять минут до полуночи           | 10 to Midnight                 | Пол МакЭнн                |
| 1984      | с  | Она написала убийство                 | Murder, She Wrote              | Девид Толивер             |
| 1985      | с  | Голливудские жёны                     | Hollywood Wives                | Бадди Хадсон              |
| 1985      | с  | Лодка любви                           | The Love Boat                  | Ларри Александр           |
| 1987—1989 | с  | Даллас                                | Dallas                         | Кейси Денолт              |
| 1988      | ф  | Бивни                                 | Tusks                          | Марк Смит                 |
| 1989      | ф  | Внутренний страх                      | The Terror Within              | Дэвид                     |
| 1989      | ф  | Чистое золото                         | Oro fino                       | Майкл                     |
| 1990      | ф  | Ночная слежка                         | Night Eyes                     | Уилл Гриффит              |
| 1991      | ф  | Ночная слежка 2                       | Night Eyes 2                   | Уилл Гриффит              |
| 1992      | ф  | Манчи                                 | Munchie                        | Эллиот                    |
| 1993      | ф  | Ночная слежка 3                       | Night Eyes 3                   | Уилл Гриффит              |
| 1996      | тф | Соблазн подсознания                   | Subliminal Seduction           | Том Мур                   |
| 1996      | ф  | Ночная слежка 4                       | Night Eyes Four: Fatal Passion | Уилл Гриффит              |
| 1997      | ф  | Стрелок                               | The Shooter                    | Джейкоб Финч / рассказчик |
| 1999      | ф  | Рейд возмездия                        | Active Stealth                 | капитан Джек Стивенс      |
| 2005      | ф  | Иностранец 2: Чёрный рассвет          | Black Dawn                     | Гарольд, охранник         |
| 2007      | ф  | Широко шагая 3: Правосудие в одиночку | Walking Tall: Lone Justice     | Эндрю Дэвис               |
| 2007      | ф  | Миссионер                             | Missionary Man                 | контрабандист             |
| 2010      | тф | Битва за сокровища                    | Mongolian Death Worm           | Джексон                   |
| 2022      | ф  | По следу хакера                       | Pursuit                        | Фрэнк Диего               |
| 2022      | ф  | Минута, когда ты проснёшься мёртвым   | The Minute You Wake up Dead    | Дьюи                      |

### Режиссёр
- 1990 — «Внутренний страх 2» /The Terror Within II
- 1993 — «Ночная слежка 3» / Night Eyes 3
- 1993 — «Крутой Уокер: Правосудие по-техасски» (ТВ-сериал) / Walker, Texas Ranger — (в эпизоде «She’ll Do to Ride the River With»)
- 1994 — «Недозволенные сны» / Illicit Dreams
- 1995 — «Беглецы компьютерных сетей» / Virtual Combat
- 1996 — «Соблазн подсознания» (ТВ-фильм) / Subliminal Seduction

### Продюсер
- 1990 — «Ночная слежка» / Night Eyes
- 1991 — «Ночная слежка 2» / Night Eyes 2
- 1993 — «Ночная слежка 3» / Night Eyes 3
- 1999 — «Удар из космоса» / Tycus
- 1999 — «Киберджек 2: Битва за будущее» / Fugitive Mind
- 2001 — «3000 миль до Грейсленда» / 3000 Miles to Graceland
- 2002 — «Последнее дело Ламарки» / City by the Sea
- 2002 — «Баллистика: Экс против Сивер» / Ballistic: Ecks vs. Sever
- 2002 — «Ни жив ни мёртв» / Half Past Dead
- 2003 — «Иностранец» / The Foreigner
- 2005 — «Стеклянный муравейник» / Glass Trap
- 2005 — «Иностранец 2: Чёрный рассвет» / Black Dawn
- 2007 — «Широко шагая 2: Расплата» / Walking Tall: The Payback
- 2007 — «Широко шагая 3: Правосудие в одиночку» / Walking Tall: Lone Justice
- 2007 — «Миссионер» / Missionary Man
- 2022 — «По следу хакера» / Pursuit
- 2022 — «Минута, когда ты проснёшься мёртвым» / The Minute You Wake up Dead
- 2025 — «Ритуал» / The Ritual